# Умная одежда
Умная одежда (wearable technology) — одежда, которая может интерактивно взаимодействовать с окружающей средой, воспринимая сигналы, обрабатывая информацию и запуская ответные реакции.
«Умной» в настоящее время называют не только одежду, соответствующую этому определению. Помимо специальных медицинских или военных костюмов, которые действительно могут отслеживать состояние человека и окружающей среды и обрабатывать эту информацию, эпитет «умная» в прессе может применяться и к одежде, которая служит лишь платформой для крепления электроники, например, к курткам со вшитыми плейерами. Из-за размытости термина такие предметы гардероба нельзя обойти вниманием в обзоре «умной» одежды, но тем не менее:

«Куртка со вшитым карманом для мобильного телефона не становится „умной“. „Умная“ одежда должна добавлять предмету гардероба какие-то нехарактерные для одежды свойства, так, чтобы при этом не нарушались её обычные функции, например, чтобы одежду при этом можно было стирать и носить. В идеале, „умная“ одежда предоставляет необычные для одежды свойства, такие как слежение за состоянием здоровья, в дополнение к традиционной функции одежды защищать тело от влияния внешней среды. Такая одежда может, например, собирать данные и либо автоматически передавать их по беспроводной связи на внешний компьютер, либо обрабатывать самостоятельно, и реагировать на результаты вычислений без вмешательства пользователя».

## Электроника для «умной» одежды
«Умная» одежда может быть оснащена:
- текстильной клавиатурой. Например, компания SOFTswitch разрабатывает ткань, которая при нажатии дает электрический ток, их технология основывается на эффекте квантового туннелирования в композитном материале. Более простой метод создания текстильной клавиатуры — использовать слои токопроводящей и изолирующей ткани так, чтобы при нажатии проводящие слои соприкасались;
- датчиками для измерения сердечного ритма и темпа дыхания при помощи электродов для снятия кардиограммы и датчиков давления или других технологий, например сенсоры на основе волоконной брэгговской решетки, которые используются для слежения за деформацией инженерных конструкций;
- акселерометром или датчиками растяжения для отслеживания движений человека;
- оптоволокном, позволяющим отслеживать разрывы в ткани и таким образом получать информацию о возможном ранении человека или получать информацию о содержании различных веществ в воздухе или колебаниях температуры (помимо оптоволокна такой датчик содержит химические вещества, которые реагируют на состав или температуру воздуха и влияют на прохождение света по волокну);
- нагревающими элементами;
- солнечными батареями.

Кроме того, в «умную» одежду могут быть встроены и другие электронные устройства, такие как плееры, системы GPS и подобные.
Данные с сенсоров проходят первичную обработку при помощи электроники, вшитой в одежду, а дальше в многих случаях передаются на смартфон или другое внешнее устройство, где их анализируют мобильные приложения.
Кроме обычной ткани, в качестве основы для электроники в «умной» одежде могут использоваться элементы, напечатанные на 3D-принтере. Например, такое платье было представлено осенью 2014 года на выставке Intel Design Forum 2014. Одежда украшена светодиодами, которые реагируют на настроение человека, который её носит, благодаря считыванию его мозговой активности.

## История
Первые попытки совместить одежду и электрические элементы относятся к концу XIX века, когда начали распространяться и вытеснять газовое освещение лампы накаливания. Так, в 1884 году в The New York Times вышла рекламная статья о компании, предлагавшей услуги девушек, которые носили на себе лампочки накаливания и могли служить в качестве живых светильников. В этой же статье упоминается, что годом раньше в сценических костюмах начали использовать электрические лампочки балерины.
В 1968 году в Музее современных ремесел в Нью-Йорке (США) прошла выставка под названием Body Covering («Покрытие тела»), посвящённая использованию технических приспособлений в одежде. На ней демонстрировалась как специальная одежда, например, скафандры для космонавтов, огнеупорный костюм, комбинезон, защищающий от радиации и ядовитых газов, так и обычная одежда со встроенными электрическими устройствами: например, кожаное платье с вшитыми в него фотографиями, которые подсвечивались лампочками, работающими от вшитых же батарей, или пластиковый пояс с динамиком.
Собственно идея «умной» одежды начинает развиваться в 1980-х годах из концепции носимых компьютеров. В это время ученые и инженеры работали в первую очередь над созданием миниатюрных компьютеров, а собственно предметы одежды были скорее основой, к которой электронику можно было прикрепить. Примеры: очки с носимым компьютером и системой дополненной реальности Digital Eye Glass Стива Мэнна или кроссовки со встроенным компьютером, выпущенные компанией Puma. Подключив такие кроссовки к настольному компьютеру, такому как Apple IIe или Commodore 64, владелец кроссовок мог узнать, сколько он пробежал километров и сжег калорий.
Большая часть проектов в это время развивалась в университетах и не доходила до массового производства. Например, в 1996 году в Технологическом институте Джорджии началась разработка футболки с вплетенными в ткань оптическими и проводящими волокнами. Изначально проект финансировался Военно-морскими силами США, коммерческой его разработкой впоследствии занялся стартап Sensatex, который выпустил бета-версию «умной» футболки — Smart Shirt — в 2006 году. Одежда отслеживает движения, сердечный ритм и дыхание человека, который её носит, и может передавать данные по беспроводной связи. При этом она не выглядит громоздко и её можно стирать.
В конце 1990-х годов к производству умной одежды начинают подключаться представители индустрии моды и начинает расти число совместных проектов между производителями электроники и одежды. Первым коммерческим продуктом, появившемся в результате такого рода сотрудничества, считается совместная разработка компании Philips и производителя одежды Levi Strauss & Co — куртка ICD+ со встроенным MP3-плеером, сотовым телефоном, а также гарнитурой и пультом управления в комплекте, она была выпущена в 2000 году. Примеру Philips и Levi в последующие годы последовали многие производители.
Однако более сложные разработки в начале 2000-х годов оставались на стадии прототипов. Например, на Всемирной выставке в Ганновере в 2000 году был представлен один из первых концептов «умной» одежды — Cyberia survival suit — совместная разработка производителя одежды Reima, Университета Лапландии и Тамперского технологического университета. Этот костюм для катания на снегоходе был оснащен нагревательными элементами, датчиками, которые отслеживали биение сердца, температуру внутри и снаружи, влажность (на случай, если человек окажется в воде), и движения человека, его позу и удары о что-либо. Одежда также была оснащена системой GPS и мобильным телефоном. Все это управлялось с помощью небольшого компьютера с графическим интерфейсом. Вся конструкция была весьма тяжелой.

## Применение

### Медицина
Медицина — одна из областей, в которых «умная» одежда наиболее востребована. Одежда со встроенными датчиками используется для непрерывного слежения за состоянием пациентов, так как позволяет снимать кардиограмму, следить за сердечным ритмом, дыханием, давлением и другими параметрами. Примерами таких разработок служат LifeShirt System жилет со встроенными датчиками и возможностью записи и анализа данных, или упоминавшаяся выше «умная» футболка компании Sensatex.

#### «Умная» одежда и проблема старения
Известно, что в развитых странах все острее становится проблема старения, связанная с увеличением продолжительности жизни. «Умная» одежда отчасти помогает в её решении. Например, в Европе существует государственная программа «Старение в информационном обществе», целью которой является разработка технологий, позволяющих следить за здоровьем пожилых людей. Для этой цели могут использоваться «умные» браслеты.

### Спорт
Производители спортивной одежды и оборудования всегда охотно экспериментировали с новыми технологиями. «Умная» одежда — не исключение. Её использование различается в профессиональном и любительском спорте. «Умная» одежда для профессиональных спортсменов похожа на медицинские системы мониторинга состояния человека и позволяет следить за такими параметрами, как сердечный ритм, дыхание и т. д. Примером такой разработки является система слежения за сердечным ритмом Adidas. Она представляет собой спортивную одежду — бюстгальтеры, майки, футболки — со вплетенными в ткань сенсорами. С сенсоров данные поступают на передатчик, который может передавать их на спортивные часы, смартфон или кардиотренажер.
В 2013 году студент из университета Бригама Янга в США изобрел «умный» шлем, внутри которого специальная пьезоэлектрическая пена при сжатии генерирует электрический сигнал. Сигнал передается на планшет или компьютер. Таким образом, тренер в течение нескольких секунд получает информацию о том, насколько серьезный удар получил спортсмен и может быстро вывести его из игры. Аналогичные шлемы, но с акселерометром вместо пьезоэлектрических элементов, уже используются в профессиональном спорте, например, игроками Национальной футбольной лиги США.
В области любительского спорта использование элементов «умной» одежды скорее относится к разряду развлечений. Например, многие производители спортивной одежды выпускают одежду со вшитыми кнопками для управления плеерами или iPod. В 2003 году компания Adidas предприняла вторую в истории попытку оснастить кроссовки компьютером и выпустила модель adidas 1 с меняющейся в зависимости от действий владельца амортизацией, однако работали такие кроссовки ненадежно и распространения не получили. Более успешным оказался совместный продукт Nike и Apple — кроссовки, которые синхронизируются с iPod или iPhone во время, а те в свою очередь собирают статистику и переключают музыкальные треки.

### Мода и дизайн
В этой области от «умной» одежды требуется не столько функциональность или удобство, сколько интересные идеи по использованию новых технологий. В производстве повседневной одежды эти идеи почти не используются.
В качестве примеров можно привести, разработку дизайнерской студии Studio 5050 — куртка Love Jacket со встроенным источником и приёмником инфракрасного излучения, микроконтроллером, а также светодиодами и динамиком. По импульсам инфракрасного излучения парные куртки «узнают» друг друга и начинают мигать светодиодами и испускать звуки. Hug Shirt — футболку, которая позволяет чувствовать объятия на расстоянии при помощи связи по Bluetooth и системы сенсоров.
Для тех, кто хочет попробовать силы в создании «умной» одежды самостоятельно, выпускаются наборы, в которые входят токопроводящая ткань, светодиоды, переключатели и другая необходимая электроника.

### Военные разработки
Военные ведомства, особенно американские, изначально были самыми активными спонсорами разработок в области носимой электроники и «умной» одежды. Один из таких проектов — Future Force Warrior — был посвящён разработке боевого костюма для пехоты. Этот костюм должен полностью защищать человека и помогать ему передвигаться с помощью экзоскелета, он оснащен системой мониторинга состояния солдата, встроенным в шлем дисплеем и системой коммуникации, а также оружием и батареями для питания электроники.

### Умная одежда в России
В России предпринимались попытки создания умной одежды. Часто это были университетские команды, например, командой из ЮУрГУ под руководством профессора Кодкина был создан прототип умной футболки с электродами для измерения ЭКГ человека. Предоплагалось, что такую футболку могут использовать спортсмны во время занятий, чтобы можно было отслеживать уровни нагрузки. Стартап Tesla Suit встраивает в костюм всевозможные сенсоры, пытаясь предоставить максимально возможное количество данных для пользователя. Стартап IQ-BEAT участвовал в акселерации Инкубатора ВШЭ на потоке Искусственный Интеллект, создал и пилотирует "Alert-систему диагностики и мониторинга здоровья человека" или умную футболку на 6 отведений ЭКГ с акселерометром (сенсором движения), GPS трекером и прочими датчиками, применяемую отечественными корпорациями для безопасности труда сотрудников. Учитывая высокий интерес российского государства к ИТ индустрии и стимулирование сектора высоких технологий, возможно в России появится больше успешных стартапов в направлении умная одежда.